# Квинт Марций Тремул
Квинт Марций Тремул (лат. Quintus Marcius Tremulus; IV—III века до н. э.) — римский военачальник и политический деятель, консул 306 и 288 годов до н. э.
Квинт Марций дважды становился консулом совместно с Публием Корнелием Арвиной. Во время первого своего консульства он вёл войну против герников и анагнинцев. Легко разбив их, Квинт Марций с войском отправился в Самний на помощь своему коллеге. По пути туда на него напали самниты, однако, войскам обоих консулов удалось соединиться и одержать блистательную победу. После этого Марций вернулся в Рим, где отпраздновал триумф над герниками. Также на форуме перед храмом Диоскуров была установлена его конная статуя.